# Бак Пилип
Бак Пилип (1886, село Олександрівка Чигиринського повіту Київської губернії  — 1956, Вальоес, штат Санта-Каталіна, Бразилія) — вчитель з Києва, який 1909 року емігрував до Аргентини, де став одним з організаторів українського життя, у 1910 році відкрив першу українську школу в Аргентині. З 1911 року в Бразилії. Автор «Щоденника» (можливо, не зберігся), спогадів про В. Короліва-Старого, С. Петлюру, В. Самійленка.

## Біографія
Скінчив церковно-приходську школу, потім навчався у Новобузькій семінарії, звідки був відрахований через членство у РУП. Був вільним слухачем Київського університету. З 19 років працював посильним й сторожем у газеті «Рада», що її видавав Є. Чикаленко, самостійно вивчав іспанську мову. У 1909 році емігрував до Аргентини, там заснував першу українську школу в Аргентині (в місті Бельґрано). У 1911 році переїхав до Бразилії, де у місті Ріо-Гранде-до-Суль відчинив школу між «москвофілами» з Галичини, вчителював у штаті Парана. У 1925—1936 роках обіймав посаду окружного інспектора метеорології. Працював кореспондентом часописів «Погода й життя», «Метеорологічний вісник». Останні роки життя провів у місті Вальоес поза українською громадою, але в сім'ї зберігав українську мову.

## Сім'я
Був одружений, мав п'ятьох синів.

## Твори
- Дещо про моє вчителювання в Бразилії. — «Славія», 1988. — 36 с.

## Виноски
1. ↑   Бак Пилип. // Українська діаспора: літературні постаті, твори, біобібліографічні відомості / Упорядк. В. А. Просалової. — Донецьк: Східний видавничий дім, 2012. — 480 с. — С. 18.
2. ↑  Євген Онацький. Пам'яті піонера-патріота. // Календар «Свободи» на 1957 рік [Архівовано 22 лютого 2018 у Wayback Machine.]. — Нью-Джерсі: Український народний союз. — 1956. — С. 145—149.